# بوب ديسيمون
بوب ديسيمون (بالإنجليزية: Bob DeSimone)‏ هو ممثل أمريكي، ولد في 15 أبريل 1945 في بوسطن في الولايات المتحدة.

## وصلات خارجية
- بوب ديسيمون على موقع IMDb (الإنجليزية)
- بوب ديسيمون على موقع قاعدة بيانات الفيلم (الإنجليزية)